# Ichijō Sanetsune
Ichijō Sanetsune (一条 実経, também conhecido como Fujiwara Sanetsune, 1223 - 1284) , foi um nobre do período Kamakura da História do Japão, Fundador do ramo Ichijō  dos Fujiwara.

## Vida e carreira
Sanetsune foi o quarto filho de Kujō Michiie, sua mãe foi filha de Saionji Kinhira. Em 1230, foi nomeado vice-governador da província de Harima, em 1235 foi nomeado Chūnagon e em 1236 foi promovido a Dainagon. Em 1240 ele foi nomeado Udaijin até 1244, quando foi promovido a Sadaijin até 1247. 
Em 1242, se aprofundou os desentendimentos entre seu pai Michiie e um de seus irmãos mais velhos, Yoshizane, Sanetsune que também tinha pouco apreço de seu pai, aproveitou para fundar o Ramo Ichijo.
Em 1243 ele foi nomeado tutor do príncipe imperial Hisahito (futuro imperador Go-Fukakusa). Em 1246 sucedeu Yoshizane como líder do clã Fujiwara, como nairan e Kanpaku do Imperador Go-Saga até a abdicação deste. Em seguida, tornou-se Sesshō de seu sucessor, o jovem Imperador Go-Fukakusa até 1247 quando abandonou todas as posições na Corte e no clã Fujiwara. 
Sanetsune foi reconduzido ao cargo de Sadaijin em 1263 até 1265 quando se tornou Kanpaku do Imperador Kameyama até 1267.
Em 1284, abandona a vida na Corte e tornar-se um monge budista, passando a se chamar Koso, passando a residir no templo Enmyō-ji, na província de Yamashiro, falecendo dois meses depois.
| Precedido por Ninguém         | -- 1º Líder dos Ichijō Fujiwara (1242 -1284) | Sucedido por Ichijō Ietsune       |
| Precedido por Tōin Saneo      | 64º Sadaijin (1263 -1265)                    | Sucedido por Konoe Motohira       |
| Precedido por Nijō Yoshizane  | 60º Sadaijin (1244 -1247)                    | Sucedido por Takatsukasa Kanehira |
| Precedido por Sanjō Sanechika | 99º Udaijin (1240 -1247)                     | Sucedido por Takatsukasa Kanehira |